# Madison Wolfe
Madison Genevieve Wolfe (San Francisco, California; 29 de junio de 2002) es una actriz y cantante estadounidense. Hizo su debut en el cine con la película dramática On the Road (2012), y su debut en la televisión con la serie de HBO True Detective (2014). Ganó reconocimiento por interpretar a Janet Hodgson en la película de terror The Conjuring 2 (2016).

## Biografía

### Primeros años
Wolfe nació en Metairie, Luisiana, tiene una hermana menor, Meghan Wolfe, también es actriz.

### Carrera
Wolfe hizo su debut cinematográfico en la película dramática de 2012, On the Road en el papel de Dodie Lee. Ese mismo año también participó en la película de comedia The Campaign. En 2014, hizo su debut en televisión interpretando a Audrey Hart en la serie de HBO True Detective participando en 6 episodios. Ese mismo año también hizo su aparición en la película de terror Devil's Due. 
En 2016, ganó el reconocimiento interpretando a Janet Hodgson en la película de terror sobrenatural The Conjuring 2 dirigida por James Wan. La película fue estrenada el 10 de junio de 2016. Luego participó en la película I Kill Giants dirigida por Anders Walter.

## Filmografía
| Cine       | Cine                     | Cine                  | Cine                    |
| Año        | Título                   | Rol                   | Notas                   |
| ---------- | ------------------------ | --------------------- | ----------------------- |
| 2012       | On the Road              | Dodie Lee             |                         |
| 2012       | The Campaign             | Jessica Brady         |                         |
| 2013       | Grace Unplugged          | Grace Trey (joven)    |                         |
| 2014       | Devil's Due              | Brittany              |                         |
| 2015       | Home Sweet Hell          | Allison Champagne     |                         |
| 2015       | Trumbo                   | Nikola Trumbo (joven) |                         |
| 2015       | Re-Kill                  | Niña                  |                         |
| 2015       | Joy                      | Peggy (joven)         |                         |
| 2016       | Mr. Church               | Poppy (joven)         |                         |
| 2016       | Keanu                    | Alexis                |                         |
| 2016       | The Conjuring 2          | Janet Hodgson         |                         |
| 2016       | Trafficked               | Natalie               |                         |
| 2016       | Cold Moon                | Mandy                 |                         |
| 2017       | I Kill Giants            | Barbara               |                         |
| 2019       | The Tattooed Heart       | Ava Lee               | Corto                   |
| 2021       | Malignant                | Joven Serena          |                         |
| Televisión |                          |                       |                         |
| Año        | Título                   | Rol                   | Notas                   |
| 2014       | True Detective           | Audrey Hart           | 6 episodios             |
| 2015       | The Astronaut Wives Club | Julie Shepard         | 5 episodios             |
| 2015       | Scream                   | Emma Duval (joven)    | Episodio: "Ghosts"      |
| 2015–16    | Zoo                      | Clementine Lewis      | Recurrente. 7 Episodios |